# Harasztifalu
Harasztifalu è un comune dell'Ungheria di 181 abitanti (dati 2001). È situato nella contea di Vas.